# Чедия, Виссарион Олифанович
Виссарио́н (Сосо́) Че́дия (груз. ბესარიონ (სოსო) ჭედია, 9 октября 1965, Читацкари, Самегрело — Земо-Сванети, Грузинская ССР, СССР) — советский и грузинский футболист, защитник, мастер спорта СССР (1985). По окончании игровой карьеры стал тренером.

## Клубная карьера
Воспитанник футбольной школы города Зугдиди. В 16 лет провёл один сезон в первой советской лиге за «Гурию», а на следующий год перешёл в тбилисское «Динамо», где скоро стал игроком основного состава. В составе тбилисцев Чедия сыграл 154 матча в высшей лиге СССР, забил 5 голов.
После выхода грузинских клубов из чемпионата СССР в 1990 году отыграл один сезон в независимом чемпионате Грузии за «Иберию», с которой стал чемпионом страны. В начале 1991 уехал выступать за границу. Сначала 1 сезон провел в Швеции за «ГИФ Сундсвалль», где играл вместе с экс-одноклубником по «Иберии» Кахой Цхададзе. По итогам сезона клуб опустился дивизионом ниже, а оба грузина покинули команду. С 1992 года не менее двух сезонов играл на Кипре за «Олимпиакос (Никосия)».
В 1996 году подписал контракт с российским клубом «КАМАЗ-Чаллы», первый матч в высшей лиге России сыграл 2 марта 1996 года против «Зенита». Всего Чедия сыграл за «КАМАЗ» 8 матчей и уже в апреле 1996 года покинул команду.
Сезон 1996/97 года провёл в клубе «Одиши» Зугдиди, а последним клубом в его карьере стала польская «Дискоболия».

## Карьера в сборной
С начала 1980-х годов вызывался в юношеские и юниорские сборные СССР, всего за сборные разных возрастов он сыграл 66 матчей, забил 5 голов. За молодёжную сборную страны (до 21 года) он сыграл 15 матчей и забил 1 гол, стал участником чемпионата мира среди молодёжи 1985 года (сборная заняла 4 место).
22 декабря 1992 года сыграл свой единственный матч за сборную Грузии — против сборной Кипра (0:1).

## Тренерская карьера
Работал помощником Темури Кецбая — в кипрском «Анортосисе», «Олимпиакосе», сборной Грузии, АПОЭЛе, АЕКе и «Оренбурге».
Непродолжительное время возглавлял молодёжную сборную Грузии (до 21 года).